# Opornice

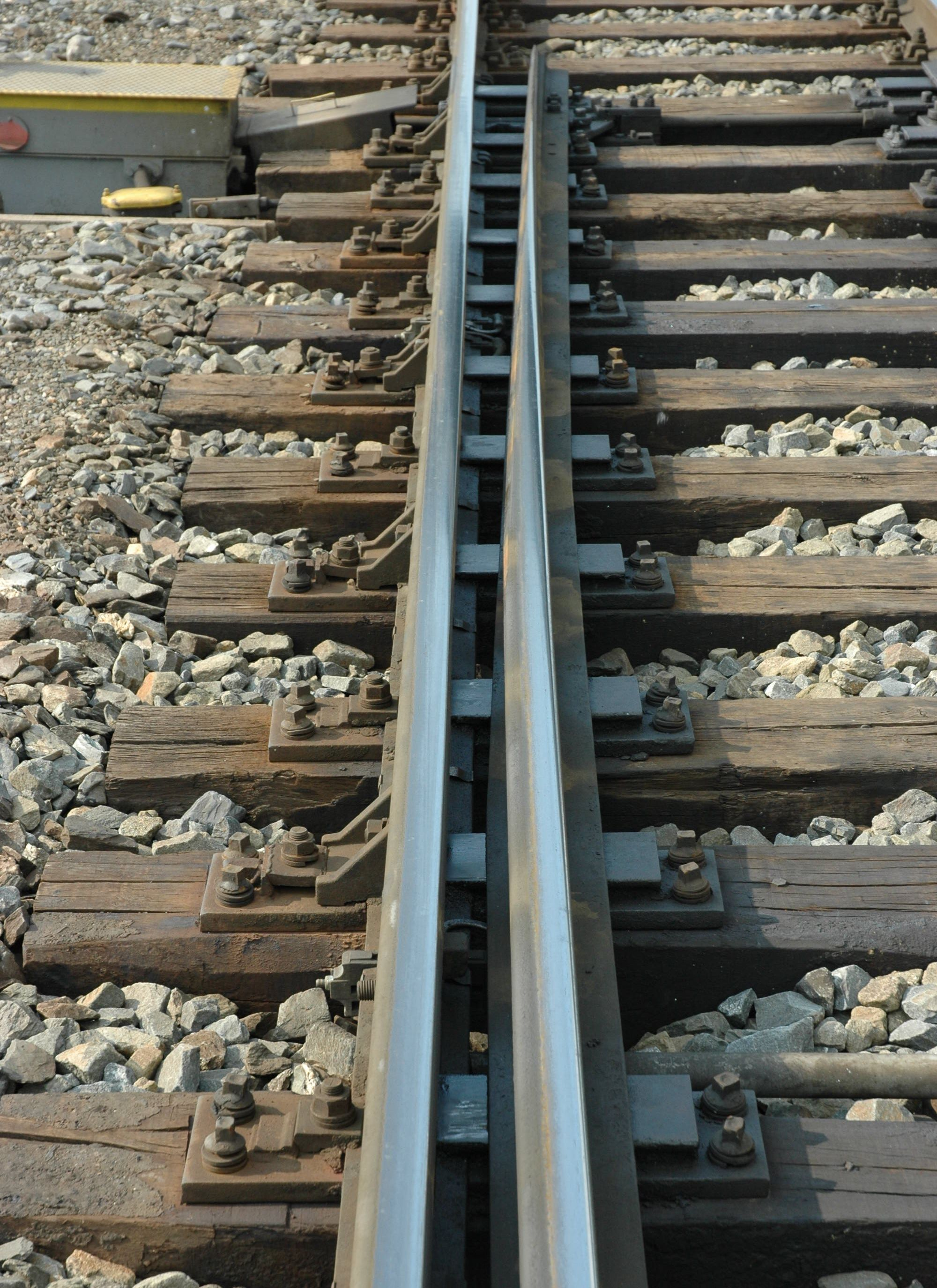
Opornice (vlevo) a jazyk v odlehlé poloze

Opornice (oporná kolejnice) je část kolejnice ve výhybce, o kterou se opírá jazyk. Slouží k jízdě kola na vnější straně výhybky, jde o pokračování kolejí před a za výhybkou. Její profil je přizpůsoben tvaru jazyka, tzn. je zkosen ve sklonu 3:1 tak, že spodní hrana hlavy kolejnice je dále od osy koleje než horní. Pata opornice je spojena s kluznými stoličkami, proto se její upevnění rovněž liší do běžného upevnění kolejnice. Délka opornice se pohybuje od 2,5 do 5 m podle poloměru oblouku odbočné větve.
Na tramvajové dráze je opornice ta část hlavy kolejnice, po které se pohybují kola. Druhý pás hlavy kolejnice, oddělený žlábkem, se nazývá přídržnice. Okolek (rozšířená část kola vozidla) zasahuje do žlábku mezi opornicí a přídržnicí. 